# Piotr Goriunow

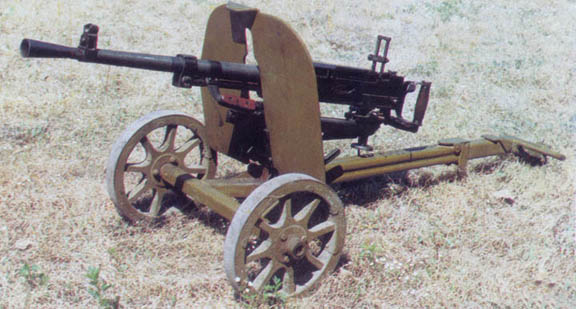
Karabin maszynowy SG-43

Piotr Maksimowicz Goriunow (ur. 1902 w Kamience k. Kołomny, zm. 23 grudnia 1943 w Kowrowie) – rosyjski konstruktor broni strzeleckiej.

## Życiorys
Jako 10-letni chłopiec po ukończeniu 3 klas szkoły wiejskiej, rozpoczął naukę w zakładach w Kołomnie, gdzie zdobył zawód ślusarza. W 1918 roku został powołany do Armii Czerwonej. Po demobilizacji w 1923 powrócił do zakładu w Kołomnie. W 1930 zaczął pracować jako ślusarz w biurze konstrukcyjnym broni prowadzonym przez Diegtiariowa. W latach 1940–1943 wspólnie z Woronkowem opracował ciężki karabin maszynowy, który został przyjęty w 1943 do uzbrojenia Armii Czerwonej pod nazwą Karabin maszynowy SG-43.